# Hero with a 1000 Eyes
Hero With A 1000 Eyes es una canción de Steve Lukather, el guitarrista de Toto.

## Canción
Resulta ser la primera pista de su segundo disco, Candyman, en el cual participan varios integrantes de Toto y Los Lobotomys, la banda de Lukather.
La canción resulta ser una de las más conocidas por los fanes de Lukather. En esta canción encontramos un sonido Hard Rock unido al rock neoprogresivo, junto a complementos del jazz fusion y otros géneros presentes en el resto del disco.
La canción fue escrita por Lukather junto a David Garfield Y Fee Waybill, los cuales escribieron varias de las pistas del disco.
Fue tocada en varias de las giras de Lukather, como el Candyman World Tour y el Ever Changing Times Tour.

## Músicos
- Steve Lukather: Voz, guitarra eléctrica, guitarra acústica, coros.
- Simon Phillips: Batería.
- Lenny Castro: Percusión.
- Fee Waybill: Coros.
- Richard Page: Coros.
- Kevin Curry: Coros.
- John Peña: Bajo.
- David Garfield: Teclados.

- Datos: Q6443182